# 康絢
康 絢（こう じゅん、464年 - 520年）は、南朝斉から梁にかけての軍人・治水家。字は長明。本貫は華山郡藍田県。

## 祖先
康絢の祖先は康居の出自であった。漢のとき西域都護が置かれると、康居は侍子を河西に派遣して命令を待たせた。そのまま留まって定住し、後に康を姓とした。晋のとき隴右で反乱が起こると、康氏は藍田県に移住した。康絢の曾祖父の康因は前秦の苻堅の下で太子詹事となり、康穆を生んだ。康穆は後秦の姚萇の下で河南尹となった。南朝宋の永初年間、康穆は郷里の一族3000家あまりを率いて、襄陽の峴山の南に移住した。南朝宋はかれら移住者のために華山郡藍田県を襄陽に僑置した。康穆は秦梁二州刺史とされたが、受けないまま死去した。康絢の父の康元隆は流民の支持を受けて、華山郡太守をつとめた。

## 経歴
昇明3年（479年）、蕭長懋が雍州刺史となると、雍州の名家の者が召し出されたが、康絢は特に能力を買われて召し出されて西曹書佐となった。永明3年（485年）、奉朝請に任じられた。蕭長懋が皇太子に立てられると、康絢は旧恩により引き立てられて東宮の直後をつとめた。母が死去したため、康絢は職を辞して喪に服した。服喪が終わると、振威将軍・華山郡太守に任じられた。前軍将軍に転じ、再び華山郡太守となった。
永元3年（501年）、蕭衍が襄陽で起兵すると、康絢は華山郡ごと蕭衍に呼応した。自ら勇士3000人を率い、馬250頭を連れて従軍した。南康王蕭宝融の下で西中郎中兵参軍をつとめ、輔国将軍の号を加えられた。蕭衍の東征軍が郢城で張沖を包囲したとき、東昏侯の将軍の呉子陽が加湖を守って勢力を保っていた。康絢は王茂に従って加湖を力攻めし、陥落させた。
天監元年（502年）、梁が建国されると、南安県男に封じられた。輔国将軍・竟陵郡太守に任じられた。北魏が梁州を包囲し、梁州刺史の王珍国が救援を求めてくると、康絢は華山郡の兵を率いて救援に赴き、魏軍を撃退した。天監7年（508年）、司州の3関が北魏の進攻を受けると、康絢は仮節・武旅将軍として救援に赴いた。天監9年（510年）、仮節・都督北兗州縁淮諸軍事・振遠将軍・北兗州刺史に転じた。
天監10年（511年）、琅邪郡の王万寿が太守の劉晣を殺し、朐山に拠って北魏に降伏した。康絢はいち早く司馬の霍奉伯を分遣して要所を押さえたため、魏軍がやってきても朐城を越えることができなかった。天監12年（513年）、青州刺史の張稷が鬱洲の徐道角に殺害されると、康絢は司馬の茅栄伯を派遣して徐道角の乱を鎮圧した。建康に召還されて、臨川王蕭宏の下で驃騎司馬をつとめ、左驍騎将軍の号を加えられた。ほどなく朱衣直閤に転じた。天監13年（514年）、太子右衛率に転じ、100人の護衛を率いて殿中に宿直した。
北魏からの降伏者である王足が淮水をせき止めて寿陽にそそがせるよう提案した。武帝（蕭衍）はこれを承認し、水工の陳承伯や材官将軍の祖暅を派遣して地形を調べさせた。ふたりは淮水の底土が軽くて軟弱なため、その工事はうまくいかないと報告した。武帝は聞き入れず、徐州と揚州から20戸あたり5人を徴発して浮山堰を築く工事にあたらせることとした。康絢は仮節・都督淮上諸軍事とされ、堰の工事を担当し、20万人を動員した。天監14年（515年）、堰の完成の目前に淮水が増水して決壊した。夏には疫病も流行して多数の死者を出した。さらにこの冬はことのほか寒く、淮水と泗水が凍結して、また多数の死者を出した。11月、北魏の将軍の楊大眼が「堰は決壊した」と声を上げながら進軍してきた。康絢は諸軍に露営の撤去を命じてこれを待ち受けた。子の康悦を派遣して戦いを挑ませ、北魏の咸陽王府司馬の徐方興を斬ると、魏軍は撤退した。12月、北魏の尚書僕射の李平が大軍を率いて来攻してきた。康絢は徐州刺史の劉思祖らとともにこれを阻んだ。武帝は昌義之・魚弘文・曹世宗・徐元和を相次いで派遣して応援させた。天監15年（516年）4月、浮山堰（荊山堰）は完成した。貯めこんだ水を北東に注がせると、魏軍は壊滅して退却した。北魏の寿陽城は八公山への移転を余儀なくされた。
ときに徐州刺史の張豹子は浮山堰の工事において康絢の下につかされたことを恨み、康絢が北魏と通じていると讒言した。武帝はその讒言を聞き入れなかったものの、工事の完了を機に康絢を建康に召還した。ほどなく康絢は持節・都督司州諸軍事・信武将軍・司州刺史となり、安陸郡太守を兼ねた。康絢は司州にいること3年、城壁と堀を大規模に修築し、「厳政」と称された。
天監18年（519年）、建康に召還されて員外散騎常侍となり、長水校尉を兼ね、韋叡や周捨とともに殿省に宿直した。
普通元年（520年）、衛尉卿に任じられ、受けないうちに死去した。享年は57。右衛将軍の位を追贈された。諡は壮といった。
子の康悦が後を嗣いだ。

## 人物・逸話
- 康絢は若くして才気と志が高かった。
- 康絢は身長が8尺あり、容貌は群を抜いていた。顕官に上ってからも、なお武芸を練習していた。
- 武帝が徳陽殿で馬遊びを催したとき、康絢は騎射を命じられて、弓の弦を撫でるや的を貫き、観る者を喜ばせた。その日、武帝は画工に康絢の肖像を描かせ、宦官の使者にその絵を持たせて派遣し、「卿はこの絵を知らないか」と康絢に問わせた。
- 康絢は温厚で感情を表にあらわすことが少なく、朝廷でも寡黙であったため、「長厚」と呼ばれた。
- 康絢は施しを好み、寒い冬に省官が襤褸を着ているのを見ると、襦衣をその省官に贈った。

## 伝記資料
- 『梁書』巻18 列伝第12
- 『南史』巻55 列伝第45